# Język bisznuprija-manipuri
Język bisznuprija-manipuri (ইমার ঠার/বিষ্ণুপ্রিয়া মণিপুরী) – język z grupy indoaryjskiej języków indoeuropejskich, którym posługuje się około 120 tys. osób, zamieszkujących głównie indyjskie stany: Asam, Tripura, Manipur, oraz Bangladesz i Birmę.
Jest blisko spokrewniony z językami orija, asamskim i bengalskim.
Liczbę użytkowników na terenie Indii ocenia się na 77 tysięcy. W Bangladeszu ma 40 tys. użytkowników (2003). W użyciu są też języki bengalski i meitei.
Historycznie (XIII–XIX w.) służył jako regionalna lingua franca. Został poddany wpływom języka meitei.
Angielska nazwa języka, Bishnupriya Manipuri, została wprowadzona w końcu XIX wieku przez dr. G. A. Griersona.
Jest zapisywany pismem bengalskim.